# بخش وولوکونوفسکی
بخش وولوکونوفسکی (به لاتین: Volokonovsky District) یک منطقهٔ مسکونی در روسیه است که در استان بیلگاراد واقع شده‌است.